# Hülsen
Hülsen è una frazione (Ortsteil) del comune di Dörverden, nel land della Bassa Sassonia, in Germania.

## Storia
Già comune autonomo nel circondario di Fallingbostel, fu soppresso e incorporato a Dörverden il 1º luglio 1972.